# Нојфра
Нојфра (њем. Neufra) општина је у њемачкој савезној држави Баден-Виртемберг. Једно је од 25 општинских средишта округа Зигмаринген. Према процјени из 2010. у општини је живјело 1.904 становника. Посједује регионалну шифру (AGS) 8437082, NUTS и LOCODE код.

## Географски и демографски подаци
Нојфра се налази у савезној држави Баден-Виртемберг у округу Зигмаринген. Општина се налази на надморској висини од 680 метара. Површина општине износи 28,4 km². У самом мјесту је, према процјени из 2010. године, живјело 1.904 становника. Просјечна густина становништва износи 67 становника/km².

## Међународна сарадња
| Мјесто | Држава     | Врста сарадње | Од    |
| ------ | ---------- | ------------- | ----- |
|        | Швајцарска | партнерство   | 1991. |
| Извор  |            |               |       |